# Mosaico filtro de color

Mosaico del filtro de color Bayer. Cada submosaico de dos-por-dos contiene dos filtros verdes, uno azul y uno rojo, cada uno de ellos cubriendo un sensor de un pixel.

En fotografía, un mosaico de filtros de color o matriz de filtros de color (CFA, por la sigla en inglés color filter array), es un mosaico de minúsculos filtros de color colocados sobre los píxeles de los sensores de imagen para capturar la información del color.
Los filtros de color son necesarios porque los fotosensores típicos detectan la intensidad de la luz con poco o ninguna especificidad de la longitud de onda, y por lo tanto, no pueden separar la información del color. Puesto que los sensores están constituidos por semiconductores obedecen a la física del estado sólido.
Los filtros de color filtran la luz de acuerdo al rango de la longitud de onda, de tal manera que las intensidades filtradas separadas incluyen información sobre el color de la luz. Por ejemplo, el filtro Bayer (mostrado en la imagen) da información sobre la intensidad de la luz en las regiones rojas, verdes, y azules (RGB) de la longitud de onda. Los datos crudos (RAW) de la imagen, capturados por el sensor, son entonces convertidos a una imagen a todo color (con intensidades de los tres colores primarios representados en cada pixel) por un algoritmo de interpolación cromática hecho a la medida para cada tipo de filtro de color. La transmitencia espectral de los elementos del mosaico de filtro de color junto con el algoritmo de interpolación cromática determina la interpretación del color. La eficacia cuántica del paso de banda del sensor y el ancho de las respuestas espectrales del mosaico de filtros de color son típicamente más anchos que el espectro visible, así pueden ser distinguidos todos los colores visibles. Las respuestas de los filtros no corresponden generalmente a las funciones de acoplamiento de color CIE, así que es requerida una traducción de color para convertir los valores triestímulos en un común espacio de color absoluto.
El sensor Foveon X3 usa una estructura diferente, de tal manera que un pixel utiliza las propiedades de multi-empalme para apilar los sensores azules, verdes, y rojos encima uno del otro. Este tipo de sensor no requiere un algoritmo de interpolación cromática porque cada pixel tiene la información completa sobre cada color. Dick Merrill de Foveon distingue este acercamiento como un "filtro de color vertical" para el Foveon X3, versus un "filtro de color lateral" para el arreglo de filtro de color.

## Lista de arreglos de filtros de color
| Imagen       | Nombre       | Descripción                                                                                             | Tamaño del patrón (en píxeles) |
| ------------ | ------------ | --- | ------------------------------ |
| patrón Bayer | Filtro Bayer | Muy común filtro RGB. Con un azul, un rojo, y dos verdes.                                               | 2×2                            |
| patrón RGBE  | filtro RGBE  | Similar al Bayer con uno de los filtros verdes modificado a "esmeralda"; usado en algunas cámaras Sony. | 2×2                            |
|              | filtro RYYB  | Modificando el verde por el amarillo del filtro Bayer. Utilizado en el teléfono inteligente Huawei P30. | 2x2                            |
| patrón CYYM  | filtro CYYM  | Un cian, dos amarillos y uno magenta; usado en algunas cámaras Kodak.                                   | 2×2                            |
| patrón CYGM  | filtro CYGM  | Uno cian, uno amarillo, uno verde y uno magenta; usado en algunas cámaras.                              | 2×2                            |
| patrón RGBW  | RGBW Bayer   | RGBW tradicional, similar a los patrones Bayer y RGBE.                                                  | 2×2                            |
| patrón RGBW  | RGBW #1      | Tres ejemplos de filtros RGBW de Kodak, con 50% blanco.                                                 | 4×4                            |
| patrón RGBW  | RGBW #2      | Tres ejemplos de filtros RGBW de Kodak, con 50% blanco.                                                 | 4×4                            |
| patrón RGBW  | RGBW #3      | Tres ejemplos de filtros RGBW de Kodak, con 50% blanco.                                                 | 2×4                            |